# Otto Naegeli
Otto Naegeli (Ermatingen, 9 de julho de 1871 - 1938) foi um médico hematologista suíço. Irmão de Oskar Naegeli.
É mais conhecido por refinar a classificação da leucemia, dividindo-a em duas classes, mielóide e linfóide. Ele também fez a observação de que muitas pessoas são infectadas com tuberculose e não desenvolvem a doença, que ele atribuiu a diferenças individuais em sistemas imunológicos. Embora inicialmente controversa, esta teoria foi mais tarde demonstrada por outras pesquisas.
A cada dois anos o Prêmio Otto Naegeli para a promoção da pesquisa médica é atribuído a um cientista que trabalha na Suíça, e tenha feito contribuições notáveis para a pesquisa biomédica e / ou clínica. O prêmio é concedido pela Bonizzi Theler Foundation, sediada em Zurique.
Também dá nome à Síndrome de Otto Naegeli.